# St. Lucie Village
St. Lucie Village è un comune degli Stati Uniti d'America, situato nello Stato della Florida, nella contea di St. Lucie.